# Natalja Podolskaja
Natalja Podolskaja (Наталья Подольская), född 1982 i Mogilev i Belarus, är en belarusisk sångerska.
Representerade Ryssland år 2005 i Eurovision Song Contest med låten "Nobody Hurt No One".